# Pallas Kunaiyi-Akpanah
Pallas Daemi Kunaiyi-Akpanah (Port Harcourt, 12 luglio 1997) è una cestista nigeriana.

## Carriera
Con la Nigeria ha disputato i Giochi olimpici di Tokyo 2020 e i Campionati africani del 2021.